# Sępólno Krajeńskie
Sępólno Krajeńskie è un comune urbano-rurale polacco del distretto di Sępólno, nel voivodato della Cuiavia-Pomerania.
Ricopre una superficie di 229,18 km² e nel 2007 contava 15906 abitanti.